# Кудеснери
Кудесне́ри (рос. Кудеснеры, чув. Кĕтеснер) — присілок у складі Урмарського району Чувашії, Росія. Входить до складу Кудеснерського сільського поселення.
Населення — 1163 особи (2010; 1233 у 2002).
Національний склад:
- чуваші — 97 %